# Otto Kandler

Arbre filogenètic segons Kandler-Woese-Wheelis

Otto Kandler (nascut el 23 d'octubre del 1920 a Deggendorf, Alemanya) és un botànic alemany. El 1949 es doctorà a la Universitat de Múnic i el 1953 fou habilitat per esdevenir catedràtic.
Entre el 1960 i el 1968 fou Director del Bakteriologischen Instituts der Süddeutschen Versuchs- und Forschungsanstalt für Milchwirtschaft de la Universitat tècnica de Múnic.
Des del 1968 fins que es retirà el 1986, fou professor de Botànica i Microbiologia a la Ludwig-Maximilians-Universität München.
Juntament amb Carl Woese, completà la taxonomia dels organismes vius, afegint el domini dels arqueus als ja existents dels procariotes i eucariotes, creant un sistema de tres dominis. Posteriorment es dedicà a investigar els danys als boscos.
| Linnaeus 1735 2 regnes | Haeckel 1866 3 regnes | Chatton 1937 2 imperis | Copeland 1938 4 regnes | Whittaker 1969 5 regnes | Woese i cols. 1977 6 regnes | Woese i cols. 1990 3 dominis | Cavallier-Smith 1993 8 regnes | Cavallier-Smith 1998 6 regnes |
| ---------------------- | --------------------- | ---------------------- | ---------------------- | ----------------------- | --------------------------- | ---------------------------- | ----------------------------- | ----------------------------- |
| (no tractats)          | Protista              | Prokaryota             | Monera                 | Monera                  | Eubacteria                  | Eubacteria                   | Eubacteria                    | Eubacteria                    |
| (no tractats)          | Protista              | Prokaryota             | Monera                 | Monera                  | Archaebacteria              | Archaea                      | Archaebacteria                | Eubacteria                    |
| (no tractats)          | Protista              | Eukaryota              | Protista               | Protista                | Protista                    | Eukarya                      | Archaezoa                     | Protozoa                      |
| (no tractats)          | Protista              | Eukaryota              | Protista               | Protista                | Protista                    | Eukarya                      | Protozoa                      | Protozoa                      |
| (no tractats)          | Protista              | Eukaryota              | Protista               | Protista                | Protista                    | Eukarya                      | Chromista                     | Chromista                     |
| Vegetabilia            | Plantae               | Eukaryota              | Protista               | Fungi                   | Fungi                       | Eukarya                      | Fungi                         | Fungi                         |
| Vegetabilia            | Plantae               | Eukaryota              | Plantae                | Plantae                 | Plantae                     | Eukarya                      | Plantae                       | Plantae                       |
| Animalia               | Animalia              | Eukaryota              | Animalia               | Animalia                | Animalia                    | Eukarya                      | Animalia                      | Animalia                      |

## Obres
- Archaebakterien und Phylogenie. Opladen: Westdt. Verl., 1986 (Rheinisch-Westfälische Akademie der Wissenschaften: N; 343) ISBN 3-531-08343-0
- C. R. Woese, O. Kandler & M. L. Wheelis 1990. Towards a natural system of organisms: Proposal of the domains Archaea, Bacteria and Eucarya. Proc. Natl. Acad. Sci. USA 87: 4576-4579